# 上唇挙筋
上唇挙筋（じょうしんきょきん 英語: levator labii superioris）は人間の頭部の浅頭筋のうち、口唇周囲にかけての口筋のなかで上唇と鼻翼を引き上げる働きをする筋肉である。筋肉の一方が皮膚で終わっている皮筋である。
人間において、上唇挙筋の起始は上顎骨の体部前面のうち、眼窩下縁直下より起こる。